# Botanophila turcica
Botanophila turcica är en tvåvingeart som först beskrevs av Henig 1972.  Botanophila turcica ingår i släktet Botanophila och familjen blomsterflugor.
Artens utbredningsområde är Turkiet. Inga underarter finns listade i Catalogue of Life.